# 月ともぐら
『月ともぐら』（つきともぐら）は2023年1月6日（1月5日深夜）からテレビ東京系列で放送されているバラエティ番組。モグライダーの冠番組。

## 概要
モグライダーがMCを務めるモテ男育成バラエティー。
夜空に輝くお月さまのような手の届かない女子を「お月ちゃんと称え、地中深く潜っている地上をこっそり覗く「もぐら男子」が様々な企画で触れ合い、ともに向上していくことをコンセプトにするトーク番組。
番組タイトルは「月とすっぽん」＋「モグライダー」であるとともに「ともしげ」にもかかっており、イントネーションは接続助詞で分けず、ドグラマグラのように発音する。
放送後はTVer、ネットもテレ東、DMM TVで見逃し配信が行われる。
2023年9月からはDMM TVにてスピンオフ番組『モグライダーさん ちょっとお時間いいですか?』が開始された。
後述のように「お月ちゃん」と呼ばれる女性パネラー陣は、全員がセクシー女優となっているが、MC側はあくまで女性タレントとして接しており、セクシー要素は低い。出演者の本郷愛によると「下ネタNG」であるとのこと。同じく出演者の八木奈々は「エッチな言葉のNGワードがあってコンプライアンス的にしっかりしてる」「言い過ぎたり、やり過ぎたりすると、だいぶカットされちゃうんです。ちょっとやり過ぎくらいの方が面白いのに…」と書き下している。
2023年10月5日に東京・草月ホールにて「舞台版 月ともぐら 胸キュンコラボグランプリ」を開催。この模様は2023年10月27日、11月3日、10日に放送。
2024年10月25日に「舞台版 月ともぐら 第2回　胸キュンコラボグランプリ」開催。

## 主なコーナー

### ゲーム系コーナー
女のウソを見破れ!ダウトプロフィール!
お月ちゃんのプロフィールから6つのプロフィール項目を抜き出し紹介。このうち2つはウソプロフィールが含まれているため、もぐらゲストは受け答えを踏まえて見破る。ウソと予想した答えが真実だった場合、辱めをさせてしまった罰として、もぐら男子は「罵倒ワードボックス」から引かれたワードで罵倒される。
第1回、2回では「チャームポイント」、「趣味特技」、「好きなもの」、「好きなお笑い芸人」、「好きな男性のタイプ」、「ドキッとさせる必殺しぐさ」の6項目。
1コマ漫画から見抜け!女心チェッククイズ
2023年1月27日回から開始。決められたテーマをもとに、お月ちゃんに回答としてセリフ付きの1コマ漫画を描いてもらい、絵とシチュエーションからふきだしの中のセリフを当てるコーナー。最初の数名は前振りとしてセリフは隠さずシチュエーショントークが行われ、お題開始とともに早押し挙手方式でもぐら男子による大喜利状態となる。正解者へはお月ちゃんから「言ってもらいたい言葉」を耳元で囁いてもらえる。
お月ちゃんダービー
2023年2月「お月ちゃん 体力測定ダービー」開始。お月ちゃんたちがドリブルでの競争など、様々な運動競技で対決。もぐら男子は様々な情報からお月ちゃんの能力を分析し、各コーナーでの1位を持ち点30点から賭けて的中させることを目的とするコーナー。オッズはお月ちゃんの運動神経、得手不得手などによりブックメーカー方式にて決定される。
2023年5月にはアンケートデータをもとにした「なんでもデータダービー」を実施。
最終的に獲得したポイントは100ポイントでお月ちゃんの出演作品1本と交換可能。芝いわく「なんでこの座組でこの手の企画がなかったのか」。
男女の2択 真剣お月ちゃん しゃべり場
2023年3月開始。男女間の疑問をAB2択形式で、二手に分かれ議論を行うディベートコーナー。設問提案者はMC席に立ち、討論のジャッジを行う。コーナー名は『真剣10代しゃべり場』のパロディだが、使用音楽などは『朝まで生テレビ』がオマージュされている。
桜井木穂は思想家など著名人の名言を弁論中に即興で引用し、一躍当該コーナーで注目を浴びた。
どっちがモテるのか対決
モグライダーvsモグラ男子でモテ男子対決する。2023年4月28日放送の初放送では東京ホテイソン・たけるが進行を務めるなど、芝が対決側に回るのが特徴（そのまま第1回優勝者となった）。モテる恋愛ペーパーテスト、モテるセンス対決などが行われ、いずれもお月ちゃんが判定役となる。2023年5月12日放送のモテる危機的シチュエーション回避対決ではお月ちゃんが仕掛け人となり、対応力をみる企画が行われた。
同年8月31日放送分では「ショーゴの逆襲」と題し行われた。
お月ちゃんミッション：インポッシブル
お月ちゃんのまだまだ未知数なアドリブ演技力を検証するドッキリ企画。偽企画進行中、ゲストにバレないように数十個のミッションを遂行できるかどうかを試す。2023年6月30日放送分でのターゲットはともしげ。7月7日放送分では竹内まなぶ（カミナリ）。
7月14日放送分ではもぐら男子にミッションが課せられる「もぐら男子 ミッションコンプリートグランプリ」を開催。
7月27日放送分では派生企画、「もぐら男子 ミッションデートグランプリ」を開催。もぐら男子とお月ちゃんのデートに、ミッションが課せられ、デートプランなどもスタジオで批評される。
演技力見極めゲーム
「お月ちゃん×もぐら男子 胸キュンコラボマッチング!」として前述の舞台の男女組み合わせを決めるために実施。2023年8月18日には、演技力ボーダーラインゲームとして、どうしてもリアクションしてしまうシチュエーション（例：100％黒酢つゆでそばを食べる）をこなし、演技か否かを回答側が予想する。左右のどこかでホント・嘘の境界が設けられており、回答側はその境界を「何人目」という形式で答える。
同年8月24日にはお月ちゃんバージョンである「1フレーズ演技ゲーム」を放送。
プレッシャーに負けるな！だんだんチャレンジ
2024年10月18日開始。芸人をリーダーにお月ちゃんを3チームに分け、頭に落ちて来るタライをギリギリで止めるチャレンジ、食器を積み上げるチャレンジ、風船をギリギリまで膨らませるチャレンジなど、3チームが「だんだんプレッシャーが掛かるゲーム」で対決する。

### クイズ系コーナー
お月ちゃんの好みを見極めろ！どっちの〇〇SHOW！
2023年11月17日、『お月ちゃんの好みを見極めろ！どっちのコスプレSHOW！』として放送。番組側が2着の衣装を用意し、お月ちゃんがどちらの衣装が着たいのか（着ているのか）を質問とその回答をヒントに予想する2択クイズ。正誤はファッションショー形式で明かされ、正解すると撮影権。一方、不正解者にはなにがしかの目隠しが施され姿を見ることができなくなる。2024年9月14日放送分、2025年7月25日放送分では『どっちの水着SHOW』として水着バージョンが開始された。
これって偏見?男と女のあるあるクイズ
2023年12月開始。「ご飯をたくさん食べる女は◯◯できる」等、偏見かもしれない男が思う女あるあるを穴埋めクイズにして出題し、女性陣が回答。また、女性陣からは「◯◯◯◯って言う男に限って、男女の友情は成立していない」等、男あるあるを男性陣に出題する。正解発表後はその偏見があっているのかどうかを討論する。
お月ちゃん グラビアキャッチコピー選手権
2024年4月12日、19日放送。お月ちゃん側がプライベート写真を提出し、もぐら男子がグラビア雑誌のような、センス溢れるキャッチコピーづくりに挑む。比較対象のため、お月ちゃん側から一人もキャッチコピーを作成。制作者の名前を伏せた状態にし、写真を提出したお月ちゃんが気に入ったキャッチコピーをチョイスする。選ばれなかったもぐら男子にはセンスがない罰として、電気ショックが与えられる。
クイズ!フレンドリーお月ちゃん
2024年7月19日放送開始。ランダムに指名されたお月ちゃん2人に、1日一緒にロケを行わせて、どれだけ仲良くなれるのかを検証する。番組スタッフが、彼女達にスマホを渡してある。ルールとして、番組スタッフがスマホに様々な指示を出していき、彼女達は、その指示に従わないといけない。ロケVTRの言動などからクイズから作成され、スタジオメンバーで回答する。
お月ちゃんココ何イレますか?
2025年3月22日放送開始。お月ちゃんに「人生とは〇〇」であるなどの穴埋め設問に答えてもらい、名を伏せて公開。もぐら男子達は「どの回答が、どのお月ちゃんの回答なのか？」を予想して当てる。外れた場合「脳が覚醒するドリンク」を飲まなくてはいけない。

### コント系コーナー
妄想胸キュン選手権
2023年3月開始。誰もが胸キュンする妄想胸キュン台本をもぐら男子たちに作成してもらい、お月ちゃんと一緒に実演する。初回タイトルは『春のもぐら男子 妄想胸キュン選手権』。事実上のコントコーナーであり、コーナー名は台本名のまま「妄想胸キュン台本」とも称される。
2023年10月5日の舞台は本コーナーをベースに行われた。シナリオ作成者によっては胸キュンというお題を忘れコントに特化する場合、性的嗜好に走る場合、ともしげのように著名作品を盗用する場合もある。
2024年2月には「バレンタイン胸キュン選手権」を実施。
ベストブラザー賞決定戦
もぐら男子のなかで一番かっこいい「お兄ちゃん」は誰なのかを、お月ちゃん演じる妹と様々なシチュエーション下で検証するアドリブコントコーナー。設定と簡単な台本はもぐら男子、お月ちゃん双方に渡されている。3回戦を行い一番良かったお兄ちゃんがお月ちゃん全員による投票で選ばれる。
ちょうどいい％選手権
2023年8月4日初放送。「芸能界でうまく生きていくには何事も100％でやりすぎないことがコツ」という意味を踏まえ、お月ちゃん4人にクジで引いた数の％でお題のシチュエーションを演じてもらい、もぐら男子は相手役を務め、その％の低い順に並び替えるというアドリブコント＆ゲーム企画。設定は「??％色っぽい食レポ」、「??％不思議ちゃんで楽屋挨拶」、「??％ドSで部下を叱る」など。順番が間違っていると（酸っぱいなど）パーセンテージにひっかけた罰ゲームとなる。
妄想カワイイ女子グランプリ/カワイイ演技部門
2024年4月26日放送分、2025年7月18日放送分で実施されたカワイイフレーズやポーズを競う「妄想カワイイ女子グランプリ」の演技部門。指定されたお題（お月ちゃんが怒っている状況を可愛く見せる、悲しんでいる状況を可愛く見せる等）をコントに盛り込み、お月ちゃんを如何にカワイく見せたかを競う。内容によっては「ヤバい女」「子供だったら可愛いけど…」と審査陣からツッコまれる。
モテる 危機的シチュエーション回避対決
2024年8月23日、「モテ男子対決」の一環で初実施。以降2025年5月16日、「四千頭身3人のなかで誰がモテるのか」など企画内のひとつとして行われている。「キャバクラの名刺を彼女に見つかってしまう」、「彼女と過ごしていると、元カノが訪問してくる」、「彼女が席を外している間、彼女の友人が言い寄ってくる」などのシチュエーションが設定され、男性芸人側がアドリブで危機脱出を試み、お月ちゃん側は演技力とアドリブで芸人を窮地の展開へと追い込んでいく。危機的状況が変わらないままと判断されると強制終了。内容は出演お月ちゃんの投票により評価される。

### その他
ぶっちゃけ楽屋トーク
お月ちゃん出演者によるオフショットトークコーナー。エンディング時に放送される。3月24日放送分を最後に放送されていなかったが、4月21日分で再開。7月28日放送分を最後に放送されていない。2023年9月以降、後述の配信コンテンツ「モグライダーさん ちょっとお時間いいですか?」として事実上再編成された。
- 1月6日・1月13日:加美杏奈・未歩なな・石川澪
- 1月20日・27日・2月3日:古川ほのか・加美杏奈・七ツ森りり
- 2月10日・2月17日:石川澪・石原希望・八木奈々
- 3月3日:古川ほのか・楪カレン・未歩なな
- 3月24日:宮下玲奈・新ありな・石川澪
- 4月21日:加美杏奈・葵いぶき・庵ひめか
- 5月12日:未歩なな・八木奈々・古川ほのか
- 5月26日:石川澪・香水じゅん・古川ほのか
- 6月9日:庵ひめか・miru・小野六花
- 6月23日:楪カレン・桜空もも・miru
- 7月28日:葵いぶき・石原希望・八木奈々

お月ちゃんのうた デビューへの道
後述のユニット活動の経緯、練習風景などを追う、Mi LUNA from お月ちゃんのうたのデビュー曲「LUNA LOOP」などはこのコーナーで初公開された。2023年11月24日放送のどっきり発表時はコーナー名がなく、明確にコーナー名がつけられたのは2023年12月8日回。

## キャスト

### MC
- モグライダー（芝大輔、ともしげ）

### もぐらゲスト

#### 2023年
| 放送日                     | もぐらゲスト                                                | 備考                                                       |
| -------------------------- | ----------------------------------------------------------- | ---------------------------------------------------------- |
| 01月06日 01月13日          | みちお（トム・ブラウン） 井口浩之（ウエストランド）         | [ 注 2 ]                                                   |
| 01月20日                   | 井口浩之（ウエストランド）                                  | [ 注 2 ]                                                   |
| 01月27日 02月03日          | 三四郎                                                      |                                                            |
| 02月10日 02月17日 02月24日 | カミナリ                                                    |                                                            |
| 03月03日 03月10日          | トム・ブラウン                                              |                                                            |
| 03月17日 03月24日          | 宮下草薙                                                    |                                                            |
| 03月31日 04月07日          | 東ブクロ（さらば青春の光） お見送り芸人しんいち             |                                                            |
| 04月14日 04月21日          | タイムマシーン3号                                           |                                                            |
| 04月28日 05月05日 05月12日 | 東京ホテイソン                                              |                                                            |
| 05月19日 05月26日          | ザ・マミィ                                                  |                                                            |
| 06月02日 06月09日          | みなみかわ                                                  |                                                            |
| 06月16日 06月23日          | ゾフィー                                                    |                                                            |
| 06月30日                   | 石田たくみ（カミナリ）                                      |                                                            |
| 07月07日                   | 石田たくみ、竹内まなぶ（カミナリ）                          |                                                            |
| 07月14日 07月21日 07月28日 | 安部紀克（納言） お見送り芸人しんいち                       |                                                            |
| 08月04日 08月11日          | 宮下草薙                                                    |                                                            |
| 08月18日 08月25日          | トム・ブラウン ゾフィー 東京ホテイソン お見送り芸人しんいち |                                                            |
| 09月01日 09月08日 09月15日 | 東京ホテイソン                                              |                                                            |
| 09月22日 09月29日 10月06日 | 永野 安部紀克（納言）                                       |                                                            |
| 10月13日 10月20日          | 三四郎                                                      |                                                            |
| 10月27日 11月03日 11月10日 | トム・ブラウン ゾフィー 東京ホテイソン お見送り芸人しんいち | 2023年10月5日の舞台を中心に放送 ゾフィー率いるチームが優勝 |
| 11月17日 11月24日          | ラブレターズ                                                |                                                            |
| 12月01日                   | ラブレターズ どぶろっく                                     |                                                            |
| 12月08日 12月15日          | どぶろっく                                                  |                                                            |
| 12月22日                   | ザ・マミィ                                                  |                                                            |

#### 2024年
| 放送日                              | もぐらゲスト                                                     | 備考                                   |
| ----------------------------------- | ---------------------------------------------------------------- | -------------------------------------- |
| 01月05日                            | ザ・マミィ                                                       |                                        |
| 01月12日 01月19日 01月26日 02月02日 | 上田航平 トム・ブラウン 永野 お見送り芸人しんいち                | 2024福お月ちゃんは誰だ？新春バスツアー |
| 02月09日 02月16日                   | ラブレターズ                                                     |                                        |
| 02月23日 03月01日                   | 井口浩之（ウエストランド） ニシダ（ラランド）                    |                                        |
| 03月08日 03月15日                   | 三四郎                                                           |                                        |
| 03月22日 03月29日 04月05日          | 東京ホテイソン                                                   |                                        |
| 04月12日 04月19日                   | 石田たくみ（カミナリ） 永野                                      |                                        |
| 04月26日 05月03日                   | ザ・マミィ                                                       |                                        |
| 05月10日 05月17日                   | 大津広次（きつね） 東ブクロ（さらば青春の光）                    |                                        |
| 05月24日 05月31日                   | ヤーレンズ                                                       |                                        |
| 06月07日 06月14日                   | トム・ブラウン                                                   |                                        |
| 06月21日 06月28日                   | ニシダ（ラランド） 高野正成（きしたかの）                        |                                        |
| 07月05日 07月12日                   | お見送り芸人しんいち すがちゃん最高No.1（ぱーてぃーちゃん）      |                                        |
| 07月19日 07月26日                   | ゲストなし                                                       |                                        |
| 08月09日 08月16日 08月23日          | JP 安部紀克（納言） 井口浩之（ウエストランド）                   |                                        |
| 08月30日 09月06日 09月13日          | ザ・マミィ ラブレターズ どぶろっく 上田航平 お見送り芸人しんいち |                                        |
| 09月20日 09月27日                   | ザ・マミィ                                                       |                                        |
| 10月04日 10月11日                   | ニシダ（ラランド） 高野正成（きしたかの）                        |                                        |
| 10月18日 10月25日                   | トム・ブラウン                                                   |                                        |
| 11月01日 11月08日                   | みなみかわ                                                       |                                        |
| 11月15日 11月22日                   | カミナリ                                                         |                                        |
| 11月29日 12月06日                   | ザ・マミィ ラブレターズ どぶろっく 上田航平 お見送り芸人しんいち | 2024年10月25日の舞台を中心に放送       |
| 12月13日 12月20日                   | 井口浩之（ウエストランド） ニシダ（ラランド） JP                 |                                        |
| 12月27日                            | ゲストなし                                                       |                                        |

#### 2025年
| 放送日                              | もぐらゲスト                                                  | 備考                                   |
| ----------------------------------- | ------------------------------------------------------------- | -------------------------------------- |
| 01月10日 01月17日 01月24日 01月31日 | ザ・マミィ、ラブレターズ お見送り芸人しんいち                 | 2025福お月ちゃんは誰だ？新春バスツアー |
| 02月07日 02月14日                   | ちゃんぴおんず                                                |                                        |
| 02月21日 02月28日                   | 三四郎                                                        |                                        |
| 03月07日 03月14日                   | 高野正成（きしたかの） 日本一おもしろい大崎（ちゃんぴおんず） |                                        |
| 03月21日 03月28日                   | ザ・マミィ                                                    |                                        |
| 04月04日 04月11日                   | 宮下草薙                                                      |                                        |
| 04月18日 04月25日                   | トム・ブラウン                                                |                                        |
| 05月02日 05月09日 05月16日          | 四千頭身                                                      |                                        |
| 05月23日 05月30日                   | かが屋                                                        |                                        |
| 06月06日 06月13日                   | ラブレターズ                                                  |                                        |
| 06月20日 06月27日 07月04日          | JP ラランド・ニシダ 四千頭身・都築                            |                                        |
| 07月11日 07月18日                   | ちゃんぴおんず                                                |                                        |
| 07月25日 08月01日 08月08日          | みなみかわ お見送り芸人しんいち                               |                                        |
| 08月15日 08月22日                   | ザ・マミィ                                                    |                                        |

### お月ちゃん
ナレーションは原則苗字＋ちゃん付けで呼称される（宮下ちゃん、古川ちゃんなど）。
- 2023年1月6日 ‐ 2月3日：宮下玲奈 / 七ツ森りり / 伊藤舞雪 / 高梨瑞樹 / 桜りん / 清瀬汐希 / 古川ほのか / 石川澪 / 小野六花 / 未歩なな / 加美杏奈
- 2月10日 ‐ 3月10日：石原希望 / 加美杏奈 / 七ツ森りり / 古川ほのか / 未歩なな / 楪カレン / 石川澪 / 八木奈々 / 桜井木穂 / 紅羽祐美
- 3月17日 ‐ 4月7日：新ありな / 宮下玲奈 / 古川ほのか / 石川澪 / 加美杏奈 / 美晴のん  / 未歩なな / うんぱい / 桜井木穂 / 高梨瑞樹[68]
- 4月14日 - 5月12日：加美杏奈 / 高梨瑞樹 / 桜井木穂 / 八木奈々 / 美晴のん / 葵いぶき / 未歩なな / 古川ほのか / 宮下玲奈 / 庵ひめか[52]
- 5月19日 - 6月9日：小野六花 / 石川澪 / 日向なつ / 庵ひめか / miru / 香水じゅん / 古川ほのか / 三葉みる / 高梨瑞樹
- 6月16日 - 7月7日：石川澪 / miru / うんぱい / 楪カレン / 宮下玲奈 / 桜空もも / 八木奈々 / 未歩なな / 古川ほのか[69]
- 7月14日 - 8月11日：宮下玲奈 / うんぱい / 八木奈々 / 九野ひなの / 石原希望 / 葵いぶき / 未歩なな / 古川ほのか
- 8月18日 - 9月15日：石川澪 / 葵いぶき / うんぱい / 八木奈々 / 未歩なな / 古川ほのか / 七ツ森りり / 架乃ゆら / 石原希望 / 河北彩花[56]
- 9月22日 - 10月20日：石川澪 / 桜空もも / 村上悠華 / miru / 架乃ゆら / 楪カレン / 七ツ森りり / 未歩なな / 古川ほのか
- 10月27日 - 11月10日：葵いぶき / 石川澪 / 石原希望 / うんぱい / 架乃ゆら / 七ツ森りり / 古川ほのか / 未歩なな / 宮下玲奈 / 八木奈々[58]
- 11月17日 - 12月15日：七沢みあ / 八木奈々 / 宍戸里帆 / 村上悠華 / 架乃ゆら / 明日葉みつは / うんぱい / 未歩なな / さくらわかな / 古川ほのか
- 12月22日 - 2024年1月5日、2月9日 - 2月16日：miru / 七ツ森りり / 八木奈々 / うんぱい / 葵いぶき / 石原希望 / 伊藤舞雪 / 楪カレン / 楓ふうあ / 桃園怜奈 / 奏音かのん[70]
- 1月12日 - 2月2日：古川ほのか / 未歩なな / 宮下玲奈 / 石川澪
- 2月23日 - 3月1日：miru / 八木奈々 / 葵いぶき / 石原希望 / 未歩なな / 古川ほのか / 楓カレン / 三浜唯[63]
- 3月8日 - 3月15日：miru / 八木奈々 / 葵いぶき / 石原希望 / 未歩なな / 古川ほのか / 楓カレン / 三浜唯 / うんぱい / 宍戸里帆
- 3月22日 - 4月19日：本郷愛 / 架乃ゆら / うんぱい / 葵いぶき / 未歩なな / 古川ほのか / 村上悠華 / 三浜唯 / 明日葉みつは / 長浜みつり [71]
- 4月26日 - 5月17日：miru / 本郷愛 / 葵いぶき / 宮下玲奈 / 村上悠華 / 明日葉みつは / 楓ふうあ / 長浜みつり / 佐々木さき / 川越にこ[72]
- 5月24日 - 5月31日：miru / 小野六花 / 本郷愛 / うんぱい / 佐々木さき / さくらわかな /  明日葉みつは / 川越にこ / 早坂ひめ[73]
- 6月7日 - 6月14日：佐々木さき / 川越にこ / 渚あいり / 三田真鈴 / 石原希望 / 葵いぶき / 早坂ひめ / 七沢みあ / 小野六花[74]
- 6月21日 - 6月28日：miru / 小野六花 / 本郷愛 / うんぱい / 佐々木さき / さくらわかな / 明日葉みつは / 川越にこ / 早坂ひめ[75]
- 7月5日 - 7月12日：佐々木さき / 川越にこ / 渚あいり / 三田真鈴 / 石原希望 / 葵いぶき / 早坂ひめ / 七沢みあ / 小野六花
- 7月19日 - 8月23日：小野六花 / 佐々木さき / 川越にこ / 古川ほのか / 八木奈々 / 石原希望 / 葵いぶき / miru / 明日葉みつは / 村上悠華[76] / 三田真鈴（7月26日のみロケ出演）
- 8月30日 - 9月27日：葵いぶき / 石原希望 / うんぱい / 七ツ森りり / 明日葉みつは / 桃園怜奈 / 小野六花 / 佐々木さき / 川越にこ / 長浜みつり[77]
- 10月4日 - 10月25日：小野六花 / miru / うんぱい / 佐々木さき / 田野憂 / 本郷愛 / 葵いぶき / 川越にこ / 塔乃花鈴 / 宮下玲奈[78]
- 11月1日 - 11月22日：古川ほのか / miru / 石原希望 / 小野六花 / 七ツ森りり / 川越にこ / 三田真鈴 / 塔乃花鈴 / 松本いちか / 浅野こころ[79]
- 11月29日 - 12月6日：葵いぶき / 石原希望 / うんぱい / 七ツ森りり / 明日葉みつは / 桃園怜奈 / 小野六花 / 佐々木さき / 川越にこ / 長浜みつり
- 12月13日 - 12月20日：葵いぶき / 未歩なな / 石原希望 / 小野六花 / 七ツ森りり / 川越にこ / 佐々木さき / 三田真鈴 / 塔乃花鈴 / 田野憂 / 浅野こころ
- 12月27日：八木奈々 / 石原希望  / 未歩なな  / 古川ほのか / 小野六花 / 葵いぶき / 川越にこ / 佐々木さき / 三田真鈴 / 塔乃花鈴 / 浅野こころ[80]
- 2025年1月10日 - 1月31日：石原希望 / 八木奈々 / 小野六花 / 川越にこ / 田野憂[81]
- 2月7日 - 2月14日：葵いぶき / 未歩なな / 石原希望 / 小野六花 / 七ツ森りり / 川越にこ / 佐々木さき / 三田真鈴 / 塔乃花鈴 / 田野憂 / 浅野こころ[82]
- 2月21日 - 3月14日：葵いぶき / 未歩なな / 石原希望 / うんぱい / 八木奈々 / 小野六花 / 川越にこ / 佐々木さき / 浅野こころ / 松本いちか / 白岩冬萌[83]
- 3月21日 - 4月11日：葵いぶき / 石原希望 / 小野六花 / 川越にこ / miru / 佐々木さき / 三田真鈴 / 松本いちか / 白岩冬萌 / 泉ももか / 天宮花南[84]
- 4月18日 - 5月16日：古川ほのか / 葵いぶき / 未歩なな / 石原希望 / うんぱい / miru / 松本いちか / 田野憂 / 白岩冬萌 / 泉ももか / 白上咲花[85]
- 5月23日 - 6月13日：八木奈々 / miru / 川越にこ / 三田真鈴 / 浅野こころ / 白岩冬萌 / 七沢みあ / 渚あいり / 白上咲花 / 愛才りあ / 新木希空[86]
- 6月20日 - 7月18日：三田真鈴 / 浅野こころ / 松本いちか / 白岩冬萌 / 塔乃花鈴 / 七沢みあ / 白上咲花 / 桃園怜奈 / 愛才りあ / 桜乃りの / 倉木華[87]
- 7月25日 - ：古川ほのか / 葵いぶき / 石原希望 / 未歩なな / 川越にこ / 三田真鈴 / 白岩冬萌 / 白上咲花 / 愛才りあ / 山田鈴奈[88]

## モグライダーさん ちょっとお時間いいですか?
DMM TVにて2023年9月より配信。モグライダーの楽屋という設定の部屋に、お月ちゃん3人程度が収録後に訪問。自身のイメージを聞いたり、バラエティ番組でのあり方について質問、またはブラッシュアップを試みる企画。「モグライダーの次の仕事までの時間」ということで配信回により異なるが約15分程度のコーナーとなっている。公式Xでは「いつもの放送よりゆる〜くただただお話してます」と紹介している。

## お月ちゃんのうた
『月ともぐら』に出演する「お月ちゃん」のメンバーがアイドルとして活動する「お月ちゃんのうた」プロジェクトが始まり、その第1弾として未歩なな、八木奈々、古川ほのかが3人組ユニット「Mi LUNA from お月ちゃんのうた」として楽曲を出すこととなり、2023年12月22日に配信が、2024年1月24日にCD発売。グループ名の『Mi LUNA』は「ME＝私」と「日々形を変える月＝LUNA」を掛け合わせたグループ名となっている。
2024年10月にはグループ第2弾として「ねこまんまっ!! from お月ちゃんのうた」が小野六花、川越にこ、佐々木さきの3名で結成され、同年12月28日に楽曲配信開始、翌2月5日にCD発売することが明かされた。また「Mi LUNA from お月ちゃんのうた」もメンバーを八木奈々から葵いぶき、石原希望の2人と入れ替え、2ndシングルをリリースする。

## スタッフ
- ナレーション：佐武宇綺、天希かのん（2023年6月2日 - 6月9日、12月1日のみ）
- 構成：水野将良、さかE、カツオ、みゃーなが
- SW：神尾淳
- CAM：山脇吉記、永石瑠喜【週替り】
- VE：横川友之、安井康喜【週替り】
- AUD：立元捺美
- 美術：矢野雄一郎
- デザイン：安部彩
- 大道具：畠山茂
- アクリル装飾：日野直治
- 電飾：奥野透
- 装飾：牛沢直樹
- 照明：宮淳之介
- 編集：城石光、比留間映介、石島愛莉【週替り】
- MA：井坂拓人
- 音効：吉田達朗
- タイトルロゴ：伊藤正博
- 協力：スウィッシュジャパン、プログレッソ、フジアール、ヌーベルアージュ、Mila-Rec、東京オフラインセンター
- 宣伝協力︰fempass
- AD：田﨑文人、山本拓人、香西柾輝、佐藤龍一郎、五十嵐秋哉
- AP：望月麻衣、門池真希
- ディレクター：桐越慎二、関谷司、松本茂之、高木裕太、白野勝敏
- 演出：鎗野貴生
- プロデューサー：志水大介、本間隆平
- 制作協力：K-MAX
- 企画：レプロエンタテインメント

### 過去のスタッフ
- 編集：松沢章、高木知紗
- MA：志村武浩
- 音効：井上尚昭
- AD：田路功樹、石井玲、大塚令桂、菊地彪
- AP︰加瀬将則、島原大輔
- ディレクター：藤本晃輔、吉澤純希、浅倉俊之